# Geschützter Landschaftsbestandteil Doppelallee Westheim

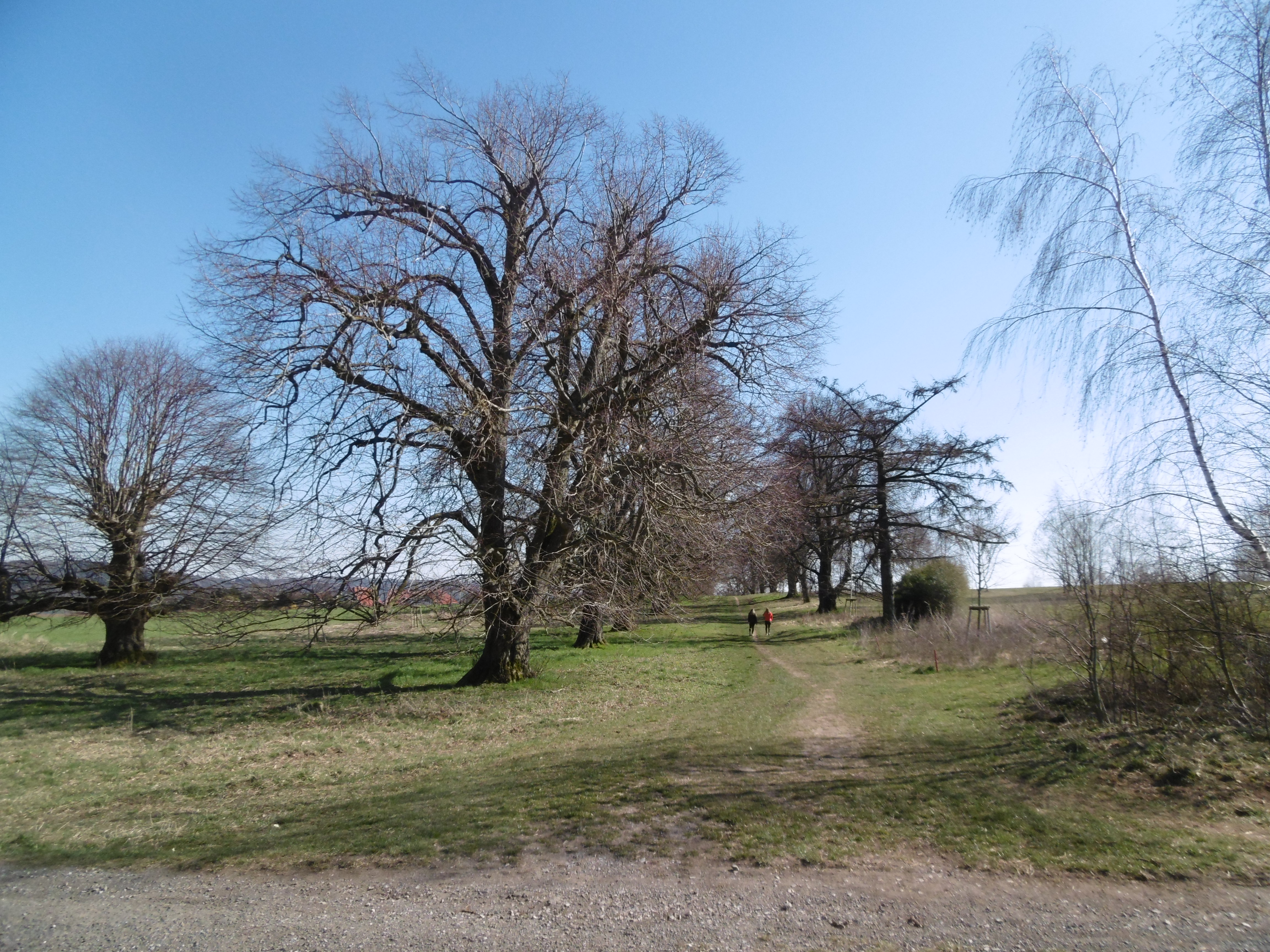
Geschützter Landschaftsbestandteil Doppelallee Westheim

Der Geschützte Landschaftsbestandteil Doppelallee Westheim liegt im Stadtgebiet von Marsberg westlich von Westheim im Hochsauerlandkreis. Das Gebiet wurde 2008 mit dem Landschaftsplan Marsberg durch den Kreistag des Hochsauerlandkreises als Geschützter Landschaftsbestandteil (LB) ausgewiesen. Der LB grenzt direkt an das Dorf. Der LB liegt innerhalb vom Landschaftsschutzgebiet Freiflächen bei Oesdorf / Westheim und Krähengrund mit dem Golfplatz und anderen Sportanlagen. Der Golfplatz liegt direkt westlich vom LB.

## Beschreibung
Der Landschaftsplan führt zum LB aus: „Das Schutzobjekt umfasst eine überwiegend dreireihige (lediglich im Südteil – im Übergang zum Wald – auch zweireihige) Allee aus verschiedenen, großkronigen Laubbäumen und Lärchen. Der Baumbestand wirkt insbesondere durch seine Lage auf einem leichten Geländerücken, seinen „unbestrittenen“ Platzanspruch zwischen der Westheimer Wohnbebauung und den Außenbereichs-Sportanlagen, sein geschlossenes Kronendach und die – trotz eines naturnahen Gesamteindrucks – strenge Reihenpflanzung außergewöhnlich eindrucksvoll. Bei den Laubbäumen dominieren Kastanien und Linden. Randlich und verstärkt im Südteil ist die Allee von verschiedenen Straucharten gesäumt; auf Höhe des Golfplatzes grenzt im Westen ein artenreicher Grünlandsaum mit einzelnen Gebüschen an. Sie dient aufgrund der unmittelbaren Ortsrandlage gleichzeitig der Feierabenderholung und stellt einen wichtigen „Naturerlebnisraum“ für Kinder dar.“

## Schutzzweck
Die Ausweisung als LB erfolgte:
- Zur Erhaltung, Entwicklung oder Wiederherstellung der Leistungs- und Funktionsfähigkeit des Naturhaushaltes
- Zur Belebung, Gliederung oder Pflege des Orts- und Landschaftsbildes
- Zur Abwehr schädlicher Einwirkungen

Der LB stellt, wie die anderen LBs im Landschaftsplangebiet, einen herausragenden Lebensraum für die ökologischen Leistungsfähigkeit des Naturhaushaltes dar. Dient ferner als landschaftsgliederndes und -belebendes Element. Die Ausweisung dient der Abwehr realer oder potenzieller schädlicher Einwirkungen durch Pflanzenentnahme, Relief- oder Gewässerveränderungen usw.